# 비글 브로스
비글 브로스(Beagle Bros)는 개인용 컴퓨터 소프트웨어 개발사로서, 유용하면서도 재미있는 프로그램들을 만들었다. 그들의 주된 대상은 애플 II 계열의 컴퓨터였다.
비글 브로스는 1980년 버트 커지가 설립했으며 수년간 여러 프로그래머와 디자이너 그리고 운영자들을 영입하였다. 대부분의 회사는 전문적인 응용 프로그램에 주력했지만 커지는 취미로 컴퓨터를 하는 대중들을 지원하려는 의도를 가졌다.
비글 브로스는 애플 컴퓨터의 최대한의 사양을 끌어내기 위해 구석구석 숨겨진 기능들을 찾아내고 활용하였으며, 이들을 "팁"이라고 불렀다.

## 주요 프로그램
- Alpha Plot: 애플 II 최초의 그래픽 프로그램 중 하나
- Apple Mechanic: 폰트를 개발하고 사용할 수 있도록 해주는 틀
- Beagle Bag: 게임 모음
- Beagle Basic: 애플 베이직의 확장
- Beagle Compiler: 컴파일러 기반의 베이직
- BeagleWorks: 마이크로소프트 웍스의 전신
- BeagleWrite and BeagleWrite GS: GUI 워드 프로세서
- Big U: 프로도스 유틸리티
- D-Code: 프로그램 디버거
- Double-Take, 유틸리티 모음
- Extra K: 업그레이드 된 IIe나 IIc에서 64K 이상의 메모리를 쓸 수 있게 해주는 프로그램